# Ярость (фильм, 1978)
«Ярость» (англ. The Fury) — американский научно-фантастический фильм режиссёра Брайана Де Пальмы, поставленный по одноимённому роману Джона Фэрриса. В главных ролях задействованы Кирк Дуглас, Эми Ирвинг и Джон Кассаветис.

## Сюжет
Израиль, 1977 год. Ветеран спецслужб Питер Сандза собирается выйти в отставку. Его сын Робин, обладающий парапсихологическими способностями, должен теперь учиться в обычной школе в Чикаго. Однако неожиданно отдыхающие на пляже отец и сын Сандза подвергаются нападению террористов. Соратник Питера Чилдресс уводит мальчика, пока сам ветеран пытается уплыть на моторной лодке с целью отвлечения внимания нападающих. После атаки он замечает, что его соратник беседует с одним из террористов и понимает, что нападение подстроено.
Чикаго, 1978 год. Питер ищет сына, а в это время спецслужбы ищут его. Нанятый Сандза человек находит девушку Джиллиан Биллэвер с паранормальными способностями. Она также имеет проблемы с окружающими, с другой стороны ею интересуются сотрудники института «Парагон». Девушке всё нравится, но неожиданно она берёт за руку директора и с помощью своего дара узнаёт о молодом человеке, который находился в институте принудительно. На следующий день Джиллиан беседует с одной из сотрудниц института о произошедшем. Та рассказывает ей о Робине, а девушка «видит» произошедшее с юношей во время просмотра записи нападения террористов. Джиллиан приходит в крайнее возбуждение, хватает сотрудницу за руку, отчего у последней происходит кровоизлияние в мозг. Тем временем Питер при помощи своей подруги Хестер, работающей в «Парагоне», решает проникнуть в институт. 
Сам же Робин пребывает в роскошном загородном особняке вместе с сотрудницей института, которая выдаёт себя за его любовницу. Неожиданно на каруселях он видит большую группу людей, одетых в арабские одежды. Возмущённый этим, юноша разрушает аттракцион силой своей воли. 
Хестер пытается помочь Джиллиан бежать из института. Девушке это удаётся, однако Хестер при этом попадает в автокатастрофу. Питер же уничтожает охранников и увозит Джиллиан. Девушка помогает ему найти дом, где находится Робин. Сам же юноша чувствует приближение Джиллиан, однако считает это провокацией со стороны Чилдресса. От возмущения он убивает при помощи своих способностей свою мнимую любовницу. Тем временем Питера хватают охранники, но Чилдресс позволяет ему получить контакт с сыном. Однако юноша настолько возбуждён, что нападает и на отца. Молодой человек выпадает из окна верхнего этажа особняка, однако перед смертью он передаёт свою психическую энергию Джиллиан. Увидев гибель сына, Питер также бросается вниз.
Следующее утро. Чилдресс пытается убедить Джиллиан в том, что именно Питер виноват в смерти Робина. Однако девушка ослепляет агента, а затем силой психической энергии взрывает его.

## В ролях
1. Кирк Дуглас — Питер Сандза
2. Джон Кассаветис — Бен Чилдресс
3. Кэрри Снодгресс — Хестер
4. Чарльз Дёрнинг — доктор Джим МакКивер
5. Эми Ирвинг — Джиллиан Биллэвер
6. Фиона Льюис — доктор Сьюзан Чарльз
7. Эндрю Стивенс — Робин Сандза
8. Кэрол Ив Россен — доктор Эллен Линдстром
9. Рутания Алда — Кристен
10. Джойс Истон — Катарин Биллэвер
11. Джейн Ламберт — Вивиен Наклс
12. Сэм Лоус — Блэкфиш
13. Уильям Финли — Рэймонд Данвуди
14. Дж. Патрик МакНамара — Робертсон
15. Элис Нанн — миссис Каллахан
16. Мелоди Томас Скотт — ЛяРю
17. Дэрил Ханна — Пэм
18. Хиллари Томпсон — Шерил
19. Деннис Франц — полицейский Боб
20. Лора Иннес — Джоди

Крохотную роль в фильме сыграл Джеймс Белуши, для которого это стало первым появлением в художественном фильме. Его можно заметить в сцене прогулки Джиллиан и ЛяРю по пляжу, он стоит в плавках позади Рэймонда Данвуди. Через много лет это появление стало темой для обсуждения в шоу Дэвида Леттермана, в котором Белуши стал гостем.
Также в фильме сыграли свои дебютные роли Дэрил Ханна (Пэм, подруга Шерил), Лора Иннес (Джоди, подруга Шерил) и Деннис Франц (Боб, полицейский, которого Питер взял в заложники).

## Награды
- 1979 Премия Сатурн — лучший грим

## Оценка
Фильм включен Стивеном Кингом в список наиболее значимых произведений жанра с 1950 по 1980 год.